# Кулёв, Виталий Борисович
Вита́лий Бори́сович Куле́в (20 января 1976 года, Москва, СССР) — российский футболист, полузащитник. Мастер спорта России.

## Биография
Воспитанник московского клуба ДЮСШ «Динамо-3». С 1994 по 1995 год играл за клубы «Техинвест-М» и «Автомобилист» из Ногинска. В 1996 году перешёл в московское «Динамо». 15 мая 1996 года дебютировал в высшей лиге, в матче против нижегородского «Локомотива» вышел в конце матча. После ухода из «Динамо» присоединился к команде «Москабельмет», за которую сыграл два сезона. В 2001 году перешёл в воронежский «Факел», выступавший в премьер-лиге. 26 мая 2001 года забил первый гол в РПЛ — победный против «Торпедо-ЗИЛ». После ухода из «Факела» играл за команды из Первого дивизиона: «Динамо» Санкт-Петербург, «Кристалл» Смоленск, «Терек», «Волгарь-Газпром» и «Химки». Заканчивал карьеру в «Спартаке» Щёлково, в 2012 году играл в Первенстве ЛФК за «Троицк-2001».

### Личная жизнь
Трое детей — сын Андрей, дочери Анна и Юля.

## Статистика в качестве главного тренера
| Команда             | Начало работы   | Окончание работы | Результаты | Результаты | Результаты | Результаты | Результаты | Результаты | Результаты | Результаты |
| Команда             | Начало работы   | Окончание работы | И          | В          | Н          | П          | ГЗ         | ГП         | РМ         | В %        |
| ------------------- | --------------- | ---------------- | ---------- | ---------- | ---------- | ---------- | ---------- | ---------- | ---------- | ---------- |
| «Торпедо-2» (и. о.) | 18 августа 2022 | 13 октября 2022  | 8          | 1          | 1          | 6          | 4          | 18         | −14        | 012,50     |
| Всего               | Всего           | Всего            | 8          | 1          | 1          | 6          | 4          | 18         | −14        | 012,50     |